# Maria MacKillop

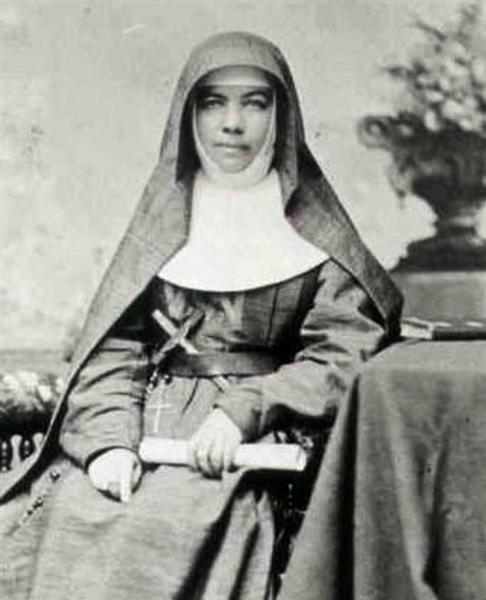
Mary MacKillop, 1869

Maria Ellen MacKillop (Fitzroy, Melbourne, 15 januari 1842 - Sydney, 8 augustus 1909) was een zuster van het Heilig Hart en patrones van Australië. Op 17 oktober 2010 werd zij door paus Benedictus XVI heilig verklaard, ze is daarmee de eerste heilige in Australië. In 1995 verklaarde paus Johannes Paulus II haar reeds zalig. Haar feestdag is op 8 augustus.
Mary was de oudste in het 8 kinderen tellende gezin van Alexander MacKillop (1812-1868) en Flora MacDonald (1816-1886). Beiden werden geboren in Schotland om rond 1840 te emigreren naar Australië. Mary's broer Donald (1853-1925) werd jezuïet, haar zuster Alexandrina (1850-1882) werd non.

## Excommunicatie
Mary MacKillop was afkomstig van Schotse emigranten en werd lerares in Portland, Australië. In 1866 richtte ze, samen met pater Julian Tenison Woods, de congregatie van de Zusters van de Heilige Jozef van het Heilig Hart op als eerste Australische orde. De congregatie ontfermt zich over arme kinderen in afgelegen gebieden en doet verder aan de opvang van wezen, oude mensen, ex-prostituees en ex-gevangenen. Wanneer de plaatselijke bisschop de controle wil over de scholen en de orde, weigert Mary en wordt zij geëxcommuniceerd voor een jaar in 1871. Volgens sommige bronnen had haar excommunicatie te maken met het kindermisbruik van een priester. Toen ze dit aanklaagde kreeg ze de rekening gepresenteerd. Enkele maanden later kreeg zij gratie van bisschop Laurence Bonaventure Sheil (1814-1872) vanop zijn sterfbed.
MacKillop was al ruim bekend in Australië. Zo zijn een kiesdistrict, een spoorbrug, een afkickcentrum en meer dan tien katholieke middelbare scholen naar haar vernoemd. Ook verschenen herdenkingsmunten met haar beeltenis.